# Christina Pickles

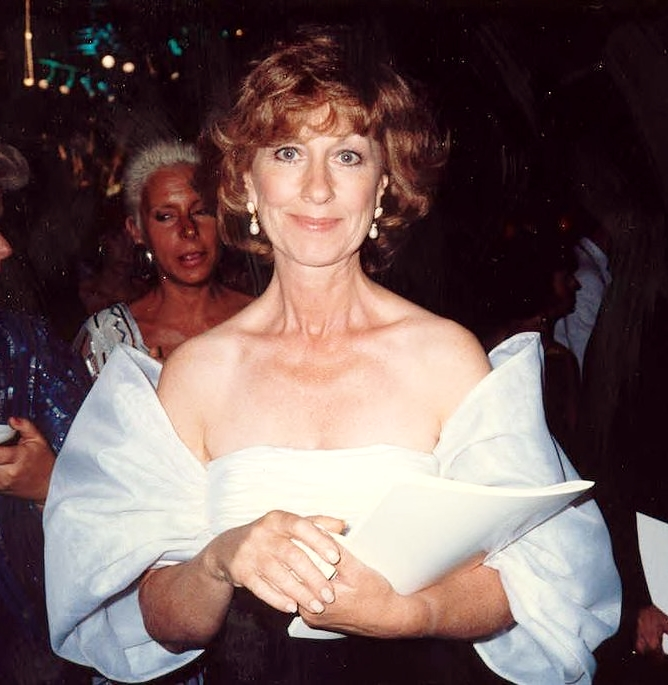
Christina Pickles bei der Emmy-Verleihung 1987

Christina Pickles (* 17. Februar 1935 in Yorkshire, England, als Christine Pickles) ist eine US-amerikanische Schauspielerin, die in zahlreichen Fernsehserien und Filmen zu sehen ist.

## Leben
Die gebürtige Engländerin Christina Pickles, deren Onkel Wilfred Pickles seinerzeit ein bekannter Schauspieler in Großbritannien war, machte 1954 ihren Schauspielabschluss an der Royal Academy of Dramatic Art. Pickles wanderte in die Vereinigten Staaten aus, wo sie in den 1960er- und 1970er-Jahren mit über einem Dutzend Auftritten in Broadway-Produktionen zu einer gefragten Bühnenschauspielerin wurde. Am Broadway spielte sie unter anderem in Molières Der Menschenfeind und in William Gillettes Stück Sherlock Holmes.
In den 1970er-Jahren kam sie zu ersten Film- und Fernsehauftritten, unter anderem mit festen Rollen in den täglich ausgestrahlten US-Seifenopern Guiding Light (von 1970 bis 1972 und nochmals 2007) und Another World (1977–1979). Ihre bekannteste Rolle wurde wohl die der Krankenschwester Helen Rosenthal in der Arztserie Chefarzt Dr. Westphall (St. Elsewhere), für die sie in den 1980er-Jahren gleich fünfmal für den Emmy Award nominiert war. In der US-amerikanischen Sitcom Friends war sie zwischen 1994 und 2003 wiederkehrend als Judy Geller, Mutter der Hauptfiguren Ross und Monica, zu sehen – für diese Rolle erhielt sie 1995 eine weitere Emmy-Nominierung als Beste Gastdarstellerin einer Fernsehserie. In der Sitcom How I Met Your Mother trat sie in zwei Folgen als Lily Aldrins Großmutter auf. 2018 gewann Pickles schließlich nach vielen Nominierungen den Emmy, in der Kategorie Primetime Emmy Award for Outstanding Actress in a Short Form Comedy or Drama Series für ihre Darstellung einer verschrobenen Schauspielerin in der Vimeo-Serie Break a Hip.
Daneben spilete Pickles in unzähligen Kinofilmen, zu ihren bekanntesten Kinoauftritten dürften wohl Caroline Montague in Baz Luhrmanns William Shakespeares Romeo + Julia (1996) und die Zauberin von Grayskull in Masters of the Universe  (1987) zählen. 2011 war sie in der Romanverfilmung Die Atlas Trilogie – Wer ist John Galt? zu sehen.

## Filmografie (Auswahl)
- 1970–1972: Springfield Story (The Guiding Light, Fernsehserie)
- 1974: Die Herrscherin des Bösen (Seizure)
- 1977–1979: Another World (Fernsehserie)
- 1978: Rush It
- 1982: Lou Grant (Fernsehserie, eine Folge)
- 1982–1988: Chefarzt Dr. Westphall (St. Elsewhere, Fernsehserie, 134 Folgen)
- 1984: Engel auf Abwegen (It Came Upon the Midnight Clear, Fernsehfilm)
- 1985: Space (Miniserie)
- 1987: Masters of the Universe
- 1988: Roseanne (Fernsehserie, eine Folge)
- 1988: Familienbande (Family Ties, Fernsehserie, zwei Folgen)
- 1988: Wer ist hier der Boss? (Who’s the Boss?, Fernsehserie, eine Folge)
- 1988: Tales from the Hollywood Hills: Golden Land (Fernsehfilm)
- 1989: The People Next Door (Fernsehserie, 10 Folgen)
- 1989: The Hijacking of the Achille Lauro (Fernsehfilm)
- 1991: In der Hitze der Nacht (In the Heat of the Night, Fernsehserie, eine Folge)
- 1992: Matlock (Fernsehserie, zwei Folgen)
- 1992: Alptraum ohne Erwachen (Nightmare in the Daylight, Fernsehfilm)
- 1993: Dick van Dyke: Der Tod kam weich wie Watte (A Twist of the Knife, Fernsehfilm)
- 1994: Chaos Kings (Revenge of the Nerds IV: Nerds in Love, Fernsehfilm)
- 1994: Legenden der Leidenschaft (Legends of the Fall)
- 1994–2003: Friends (Fernsehserie, 19 Folgen)
- 1995: Cybill (Fernsehserie, eine Folge)
- 1995: Die Nanny (The Nanny, Fernsehserie, eine Folge)
- 1995: Mord ist ihr Hobby (Murder, She Wrote, Fernsehserie, eine Folge)
- 1996: Diagnose: Mord (Diagnosis Murder, Fernsehserie, eine Folge)
- 1996: Grace of My Heart
- 1996: William Shakespeares Romeo + Julia (William Shakespeare's Romeo + Juliet)
- 1996: No Easy Way
- 1996, 1998: Palm Beach-Duo (Silk Stalkings, Fernsehserie, zwei Folgen)
- 1997: Ein Hauch von Himmel (Touched By An Angel, Fernsehserie, eine Folge)
- 1997: Im Sog der Gier (Weapons of Mass Distraction, Fernsehfilm)
- 1997: In einem Land vor unserer Zeit V – Die geheimnisvolle Insel (The Land Before Time V: The Mysterious Island)
- 1998: Pretender (The Pretender, Fernsehserie, eine Folge)
- 1998: Eine Hochzeit zum Verlieben (The Wedding Singer)
- 1998: Helen Keller – Weg aus dem Dunkel (Monday After the Miracle, Fernsehfilm)
- 1998: Party of Five (Fernsehserie, eine Folge)
- 1998: Detektiv auf Samtpfoten (Murder She Purred: A Mrs. Murphy Mystery, Fernsehfilm)
- 1998, 2000: JAG – Im Auftrag der Ehre (JAG, Fernsehserie, drei Folgen)
- 1999: Valerie Flake
- 1999–2002: Sechs unter einem Dach (Get Real, Fernsehserie, 22 Folgen)
- 2000: Expedition der Stachelbeeren (The Wild Thornberrys, Fernsehserie, zwei Folgen, Stimme)
- 2002: Angels Don’t Sleep Here
- 2002: Gingers Welt (As Told by Ginger, Fernsehserie, eine Folge)
- 2003: Spellbound (Fernsehfilm)
- 2003: Polizeibericht Los Angeles (L.A. Dragnet, Fernsehserie, eine Folge)
- 2003: Sol Goode
- 2003: George, der aus dem Dschungel kam 2 (George of the Jungle 2)
- 2004: Kat Plus One (Fernsehfilm)
- 2004: Ein Löwe in Las Vegas (Father of the Pride, Fernsehserie, eine Folge, Stimme)
- 2006: Medium – Nichts bleibt verborgen (Medium, Fernsehserie, eine Folge)
- 2007: Eine Familie zu Weihnachten (The Family Holiday)
- 2008: Immigrants (L.A. Dolce Vita)
- 2009: Privileged (Fernsehserie, eine Folge)
- 2009: Flower Girl (Fernsehfilm)
- 2009, 2011: How I Met Your Mother (Fernsehserie, zwei Folgen)
- 2011: Die Atlas Trilogie – Wer ist John Galt? (Atlas Shrugged, Part I)
- 2011: Friends with Benefits (Fernsehserie, eine Folge)
- 2013: Live at the Foxes Den
- 2014: Rush (Fernsehserie, eine Folge)
- 2015–2018: Break a Hip (Fernsehserie, 16 Folgen)
- 2017: Great News (Fernsehserie, zwei Folgen)
- 2017: Doubt (Fernsehserie, drei Folgen)
- 2018–2019: Family Guy (Zeichentrickserie, Sprechrolle, drei Folgen)
- 2019: Dollface (Fernsehserie, eine Folge)
- 2023: Finding Hannah